# Мирный (Крым)
Ми́рный (укр. Мирний, крымскотат. Mirnıy, Мирный) — посёлок городского типа в Западном Крыму. Согласно административно-территориальному делению Украины входит в состав Евпаторийского городского совета, Согласно административно-территориальному делению РФ — в составе городского округа Евпатория. Является конечным участком трассы Симферополь — Евпатория — Мирный. Посёлок Мирный находится в 28 км от Евпатории.

## История

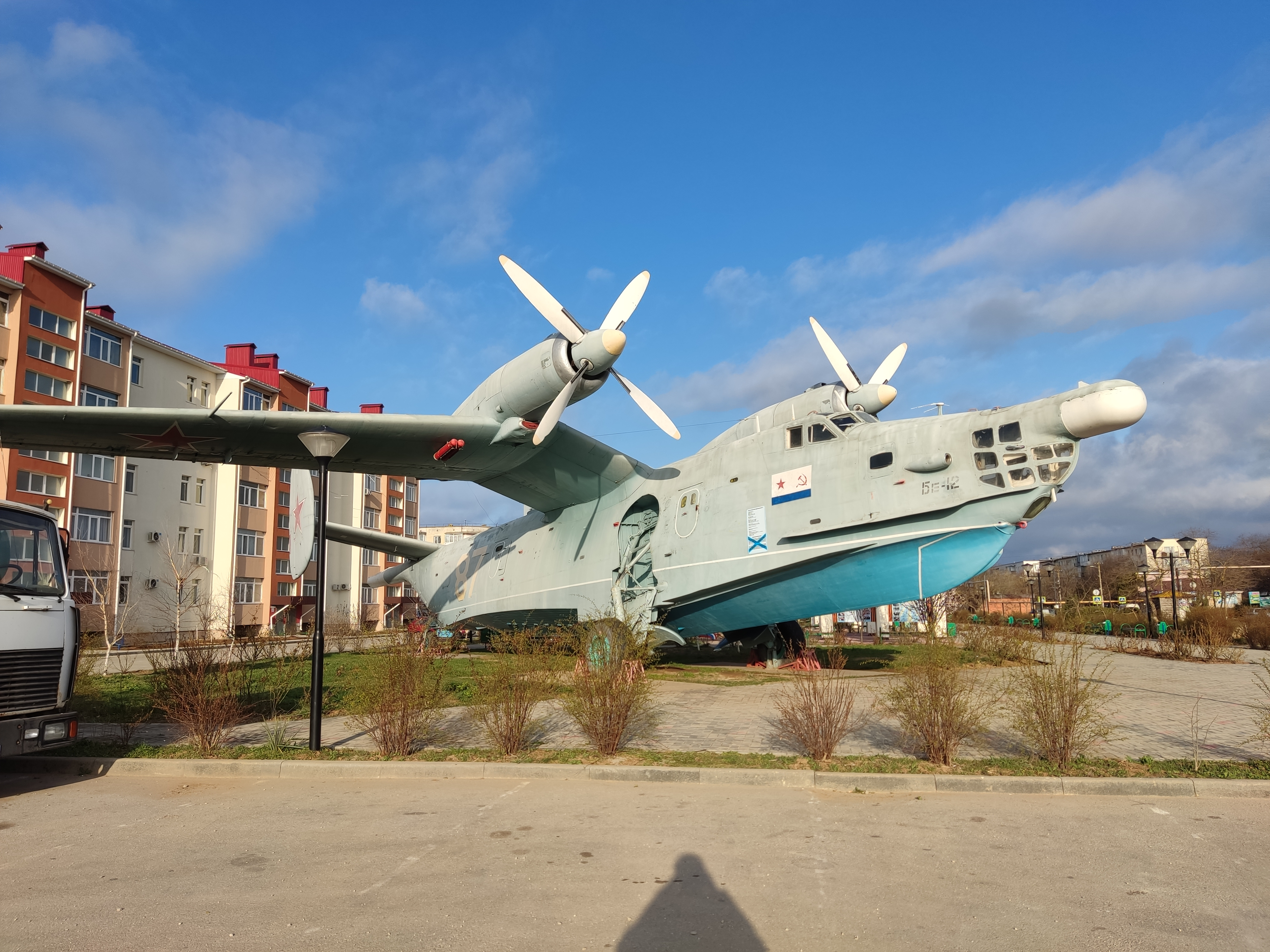
Памятник Бе-12

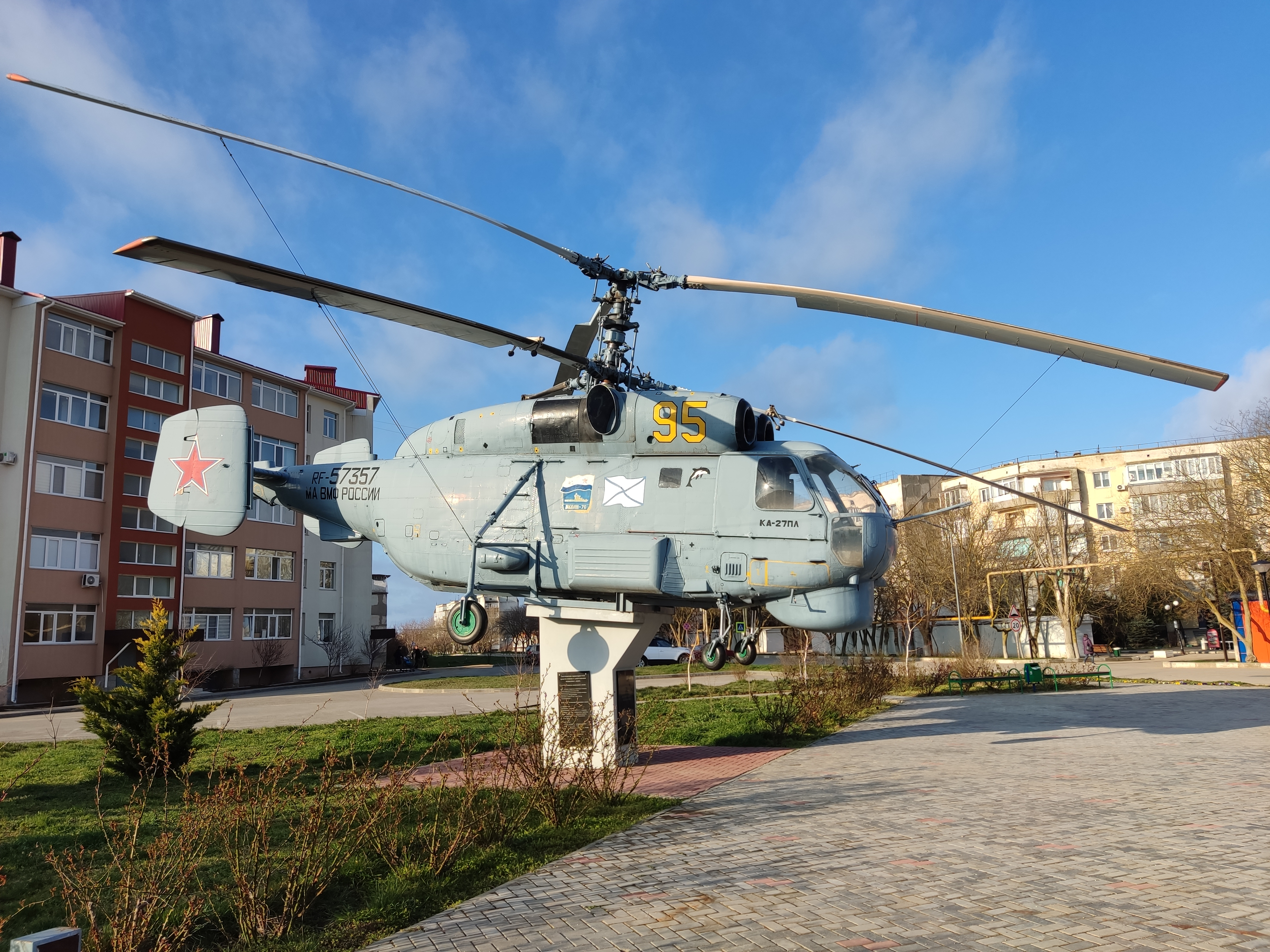
Памятник КА-27ПЛ

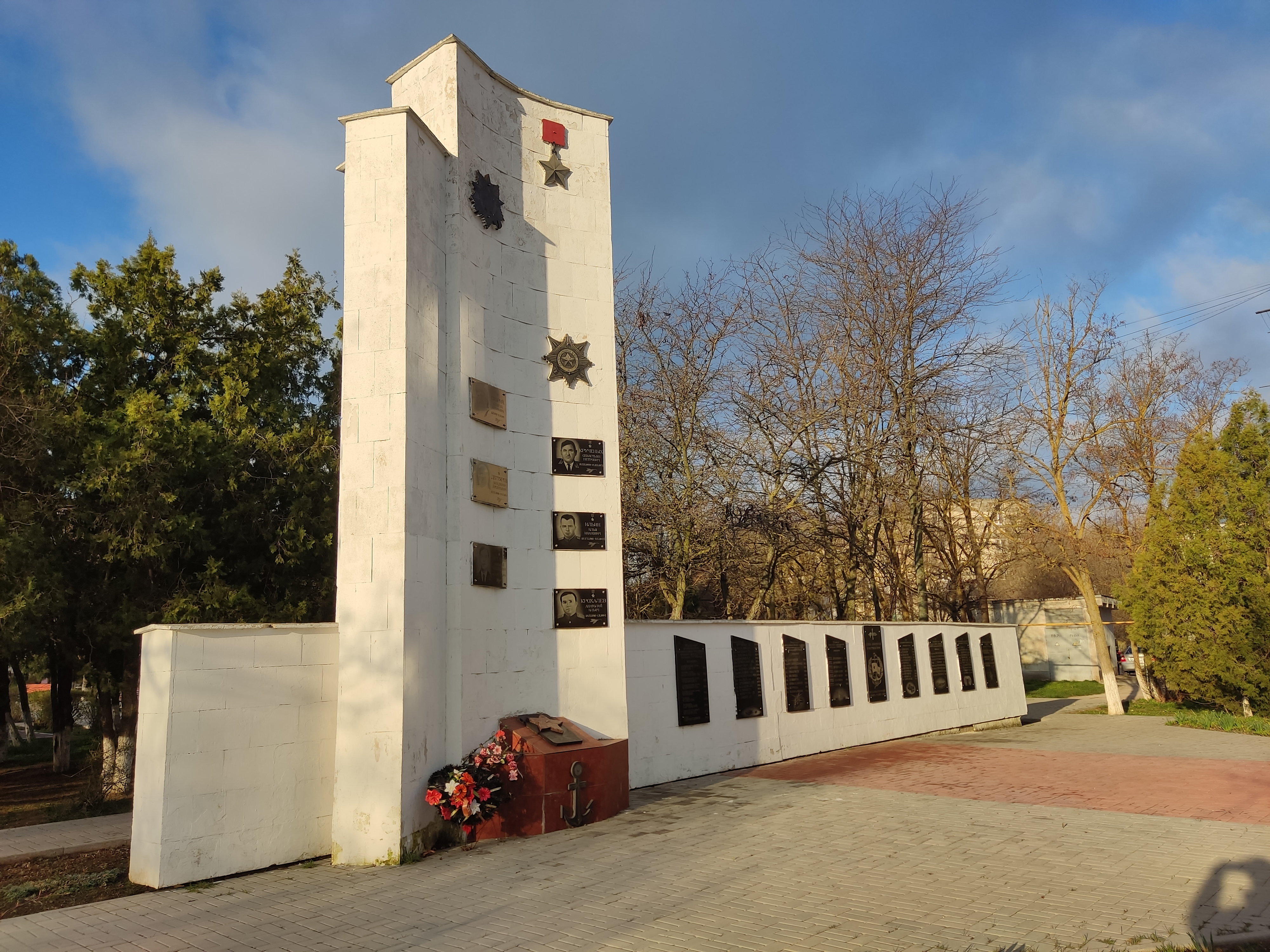
Памятник

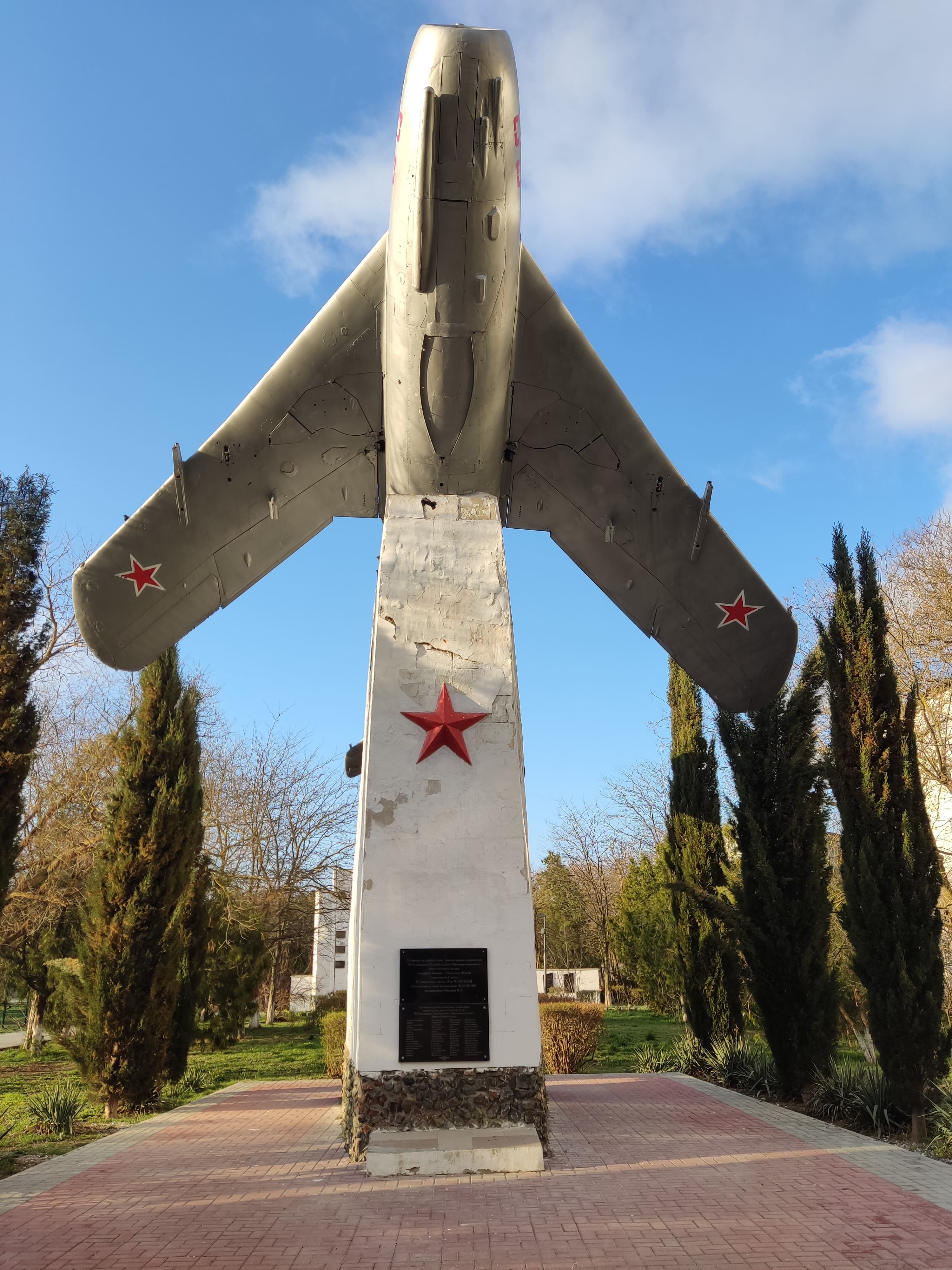
Истребитель

Озеро Донузлав начало использоваться летающими лодками авиации ЧФ в качестве оперативного гидроаэродрома ещё в 40-х годах прошлого века, и периодически — в послевоенные годы. Строительство стационарного аэродрома и инфраструктуры ВМБ началось в 1961 году, тогда же через пересыпь был прорыт канал шириной 200 метров, соединяющий озеро с морем.
Дата основания — 1969 год. Статус пгт — с 1977 года.
В советские годы Мирный — закрытый военно-морской гарнизон Краснознамённого черноморского флота, в составе Крымской военно-морской базы. Официально Крымская ВМБ была сформирована 8 апреля 1976 года с границами операционной зоны от устья реки Дунай до города Алушта. В состав базы были включены: 17-я бригада противолодочных кораблей; 92-я бригада тральщиков; 68-я бригада ОВРа; 197-я бригада десантных кораблей (в 1983 г. переформирована в 39-ю дивизию морских десантных сил); 296-й отдельный Констанцский дивизион ракетных катеров (с базированием на Черноморское); 307-й дивизион кораблей ОВРа; 80-й дивизион кораблей резерва; тыл базы; 47-й район гидрографической службы. Основными гарнизонами Крымской ВМБ были п. Мирный и п. Новоозерное на озере Донузлав.
В районе военного городка Мирный, на южной косе, находилась база кораблей 112-й бригады ОСНАЗ (разведывательных кораблей): «Крым», «Кавказ», «Юпитер», «Кильдин», «Лиман» пр. 861, а также «Ладога» и «Курс» ГС-239 пр. 502. На окраине п. Мирный был построен аэродром морской авиации Донузлав, с дислокацией 318-го авиационного полка самолётов-амфибий Бе-12 и 78-го отдельного корабельного противолодочного вертолетного полка на различных модификациях Ка-25 и Ка-27.
В 1965 году озеро Донузлав Постановлением Правительства СССР было передано Министерству обороны СССР.
До этого времени в посёлке было всего два многоквартирных дома № 15 и № 17 на ул. Мира, построенные соответственно в 1964 и 1967 годах для работников филиала Евпаторийского порта. В 1969 году сданы в эксплуатацию дома № 1 и № 2.
На аэродроме Донузлав базировалось два полка противолодочной авиации: 318-й отдельный Констанцкий Краснознамённый противолодочный авиационный полк дальнего действия и 78-й отдельный корабельный противолодочный вертолётный полк. Позже также была сформирована база 112-й бригады разведывательных кораблей.
В территории военной базы у Мирного проходили съёмки фильма «Донбасс. Окраина».

## Достопримечательности
Поблизости от Мирного расположены военные аэродром и порт, Мирновская ветроэлектростанция и место проведения фестиваля КаZантип (в селе Поповка, что примыкает к посёлку).

## Население
| 1979  | 1989  | 2001  | 2009  | 2010  | 2011  | 2012  |
| ----- | ----- | ----- | ----- | ----- | ----- | ----- |
| 3443  | ↗4951 | ↘4052 | ↗4186 | ↗4211 | ↘4210 | ↘4203 |
| 2013  | 2014  | 2021  |       |       |       |       |
| ↗4209 | →4209 | ↘3871 |       |       |       |       |

## Список глав посёлка
- Яковлева Алла Валерьевна (…-2005)[источник не указан 1092 дня]
- Бондаренко Алла (2005, и. о.)[источник не указан 1092 дня]
- Симоненко Анатолий Григорьевич (2006)[19][20]
- Параскив Олег Дмитриевич (2006, и. о)
- Параскив Олег Дмитриевич (2006—2012)[21]
- Симех Анатолий Григорьевич (2012—2014)[22]